# 제2차 세계 대전의 항공기 에이스 목록
제2차 세계 대전의 에이스 전투조종사는 조종사의 숙련도, 조종사가 조종하는 비행기의 성능 및 맞서는 비행기의 성능, 복무 기간, 공중에서 적을 만날 기회(연합군과 추축국의 불균형), 편대장 또는 윙맨 여부, 공군이 승리 공적을 부여하는 기준 등 여러 요인에 따라 엄청나게 다양한 격추 점수를 가졌다.
전쟁 막바지에 추축국은 숙련된 조종사 공급이 거의 고갈되었고, 교체 인력은 성공에 필요한 충분한 경험을 쌓을 기회가 적었다. 또한 국가 정책도 달랐는데 독일, 이탈리아, 일본 조종사들은 사망할 때까지 계속해서 조종석으로 돌아가는 경향이 있었다.
각국의 점수 부여 규칙이 아래 나열된 수치에 어떤 영향을 미쳤는지는 명확하지 않다. 독일은 공동 승리를 한 조종사에게만 부여한 반면, 프랑스는 모든 참가자에게 완전한 승리를 부여했다. 영국, 핀란드, 미국 공군은 공중 승리에 부분적인 지분을 부여하여 11½와 같은 분수 형태의 점수를 만들었는데, 이는 예를 들어 항공기 10대와 두 번째 조종사와의 3대 지분일 수 있다. 일부 미군 사령부는 지상에서 파괴된 항공기도 인정했다. 소련은 단독 격추만 집계했으며, 그룹 격추는 일본과 마찬가지로 별도로 집계되었다. 이탈리아 공군은 공식적으로 개인 조종사에게 승리를 인정하지 않고 부대 전체에 인정했다. 가능성이 있는 격추는 일반적으로 목록에서 제외된다.
승리 횟수로 전투기 성공률을 평가하고 비교하는 문제는 가장 어려운 문제 중 하나라는 점을 강조할 필요가 있다. "격추"와 "공중 승리"가 무엇인지에 대한 논쟁이 있지만, 가장 큰 문제는 보고서의 신뢰성과 확인의 신뢰성인 것으로 보이며, 이는 특정 공군마다 상당히 달랐다. 가장 신뢰할 수 있는 것은 RAF의 승리 확인으로 간주되는데, 이는 참가자들의 증언과 (가능하다면) 필름 자료를 비교하여 집계했다.

## 에이스

### 갤러리

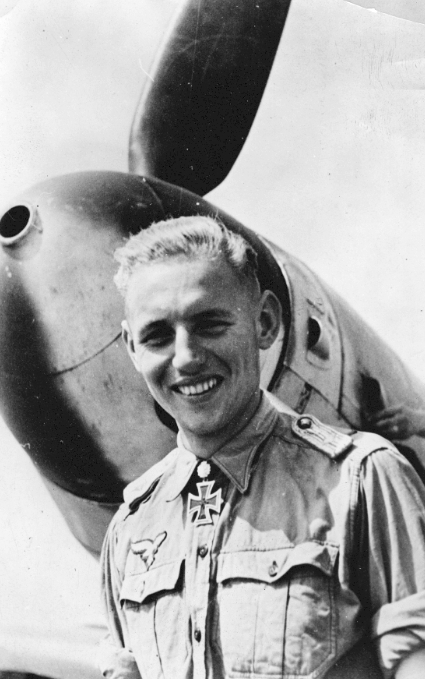
에리히 하르트만, 독일 최고 득점 에이스이자 역대 최고 에이스
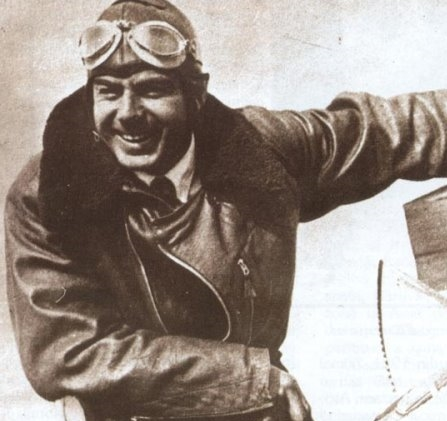
콘스탄틴 칸타쿠지노, 루마니아 최고 득점 에이스이자 유럽 추축국 중 세 번째로 높은 득점 에이스
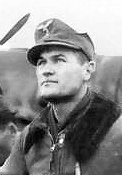
마토 두코바츠, 크로아티아 최고 득점 에이스
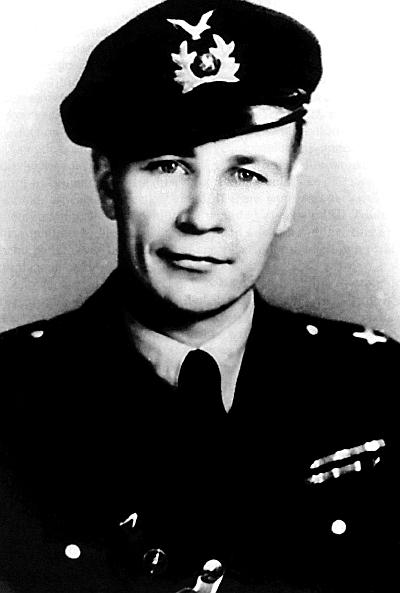
일나리 유틸라이넨, 핀란드 공군 최고의 에이스이자 비독일인 전투기 조종사 중 최고 득점자
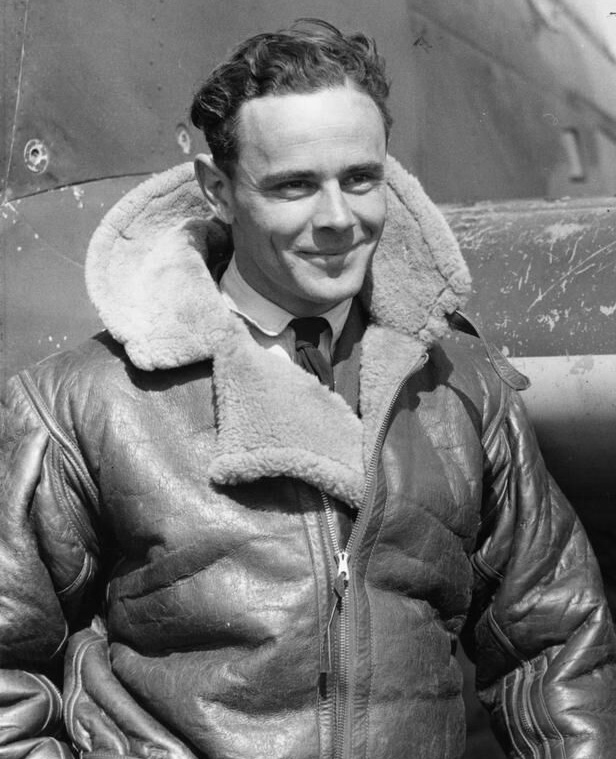
마마듀크 '팻' 패틀, 영연방 최고 득점 에이스
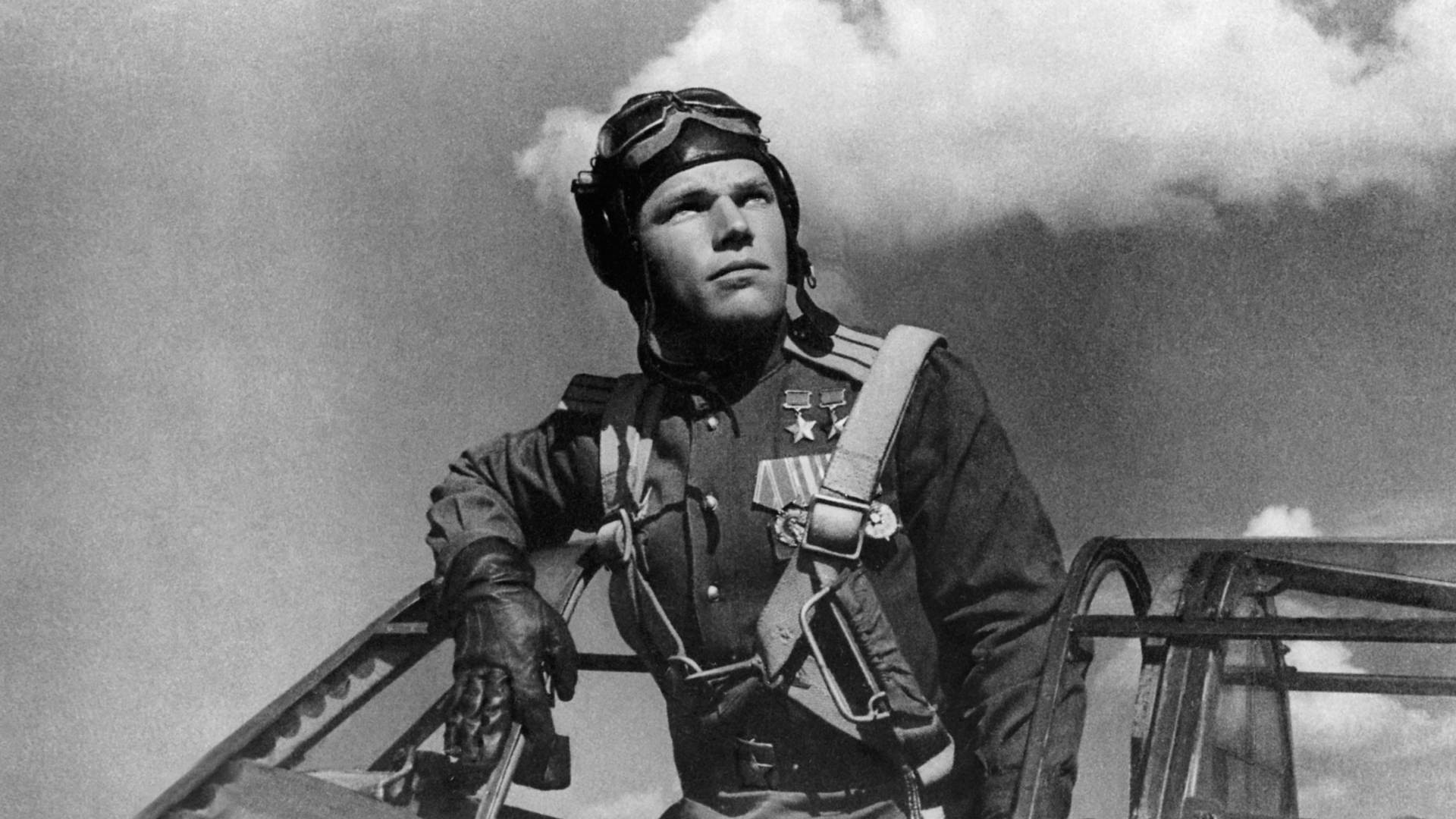
이반 코제두프, 소련 최고 득점 에이스이자 연합국 최고 득점 에이스
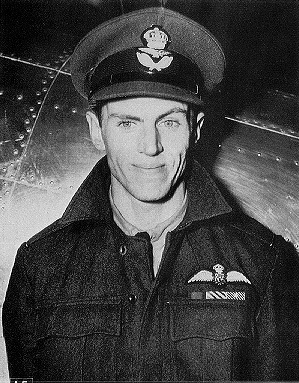
조지 뵐링, 캐나다 최고 득점 에이스
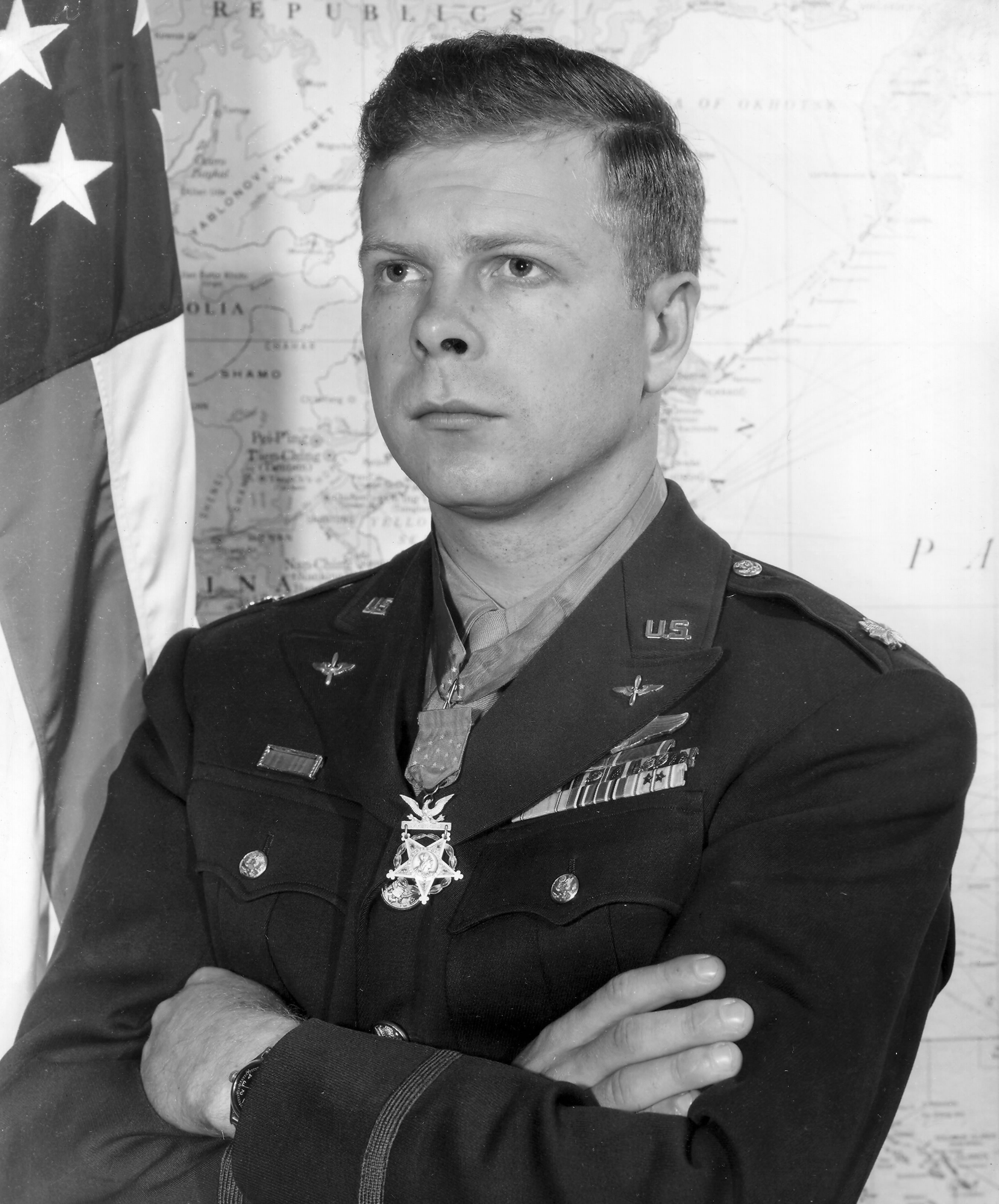
리처드 봉, 미국 최고 득점 에이스
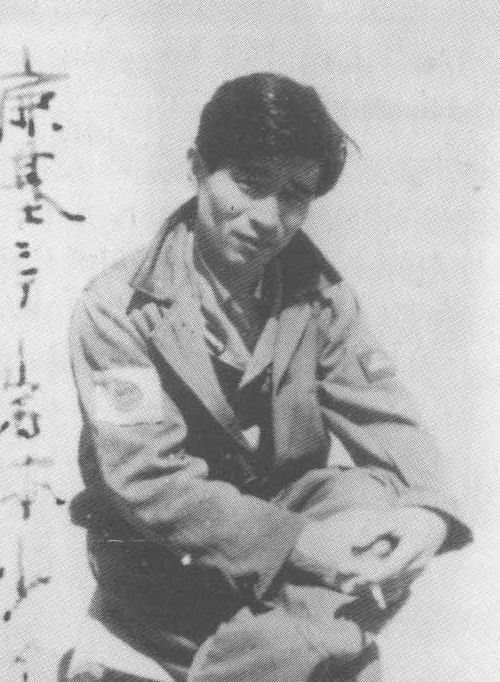
이와모토 데쓰조, 일본 해군 전투기 에이스, 종종 일본 최고 득점 에이스로 인정됨
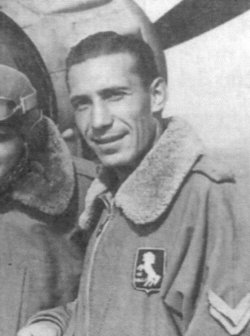
테레시오 비토리오 마르티놀리, 이탈리아 왕국 공군 최고 득점 에이스